# Relations entre l'Inde et le Japon
 (août 2015).
Le contenu est difficilement compréhensible vu les erreurs de traduction, qui sont peut-être dues à l'utilisation d'un logiciel de traduction automatique.
Tout au long de l'histoire, les Relations entre l'Inde et le Japon ont toujours été fortes. Pendant des siècles, l'Inde et le Japon ont participé à des échanges culturels, principalement en raison du bouddhisme qui s'est répandu indirectement de l'Inde à la Chine puis au Japon. Pendant la Seconde Guerre mondiale, l'Armée impériale japonaise a utilisé l'Armée nationale indienne de Subhash Chandra Bose dans les batailles contre les forces britanniques. L'Inde est le plus grand destinataire de l'Aide publique au développement japonais. L'Inde et le Japon se sont entraidés aux moments critiques dans leur histoire.
Les relations politiques entre les deux nations sont demeurées amicales depuis l'indépendance de l'Inde. Des compagnies japonaises, telles que Sony, Toyota, et Honda, ont des installations industrielles en Inde, et avec la croissance de l'économie indienne, l'Inde est un grand marché pour les sociétés japonaises. Celles-ci étaient, en fait, les premières à investir en Inde. La compagnie japonaise la plus impliquée en Inde est le géant des automobiles Suzuki, qui est en partenariat avec la compagnie indienne Maruti Suzuki, le plus grand fabricant de voiture en Inde.
En décembre 2006, la visite du premier ministre indien Manmohan Singh au Japon a abouti à la signature de la « Déclaration conjointe Japon-Inde vers un partenariat stratégique et global ». Le Japon a financé de nombreux projets d'infrastructure en Inde, notamment le métro de Delhi. Des demandeurs indiens ont été accueillis en 2006 au Japon grâce au Programme JET (en), commençant avec un seul emplacement en 2006 à 41 en 2007. En outre, en 2007, les forces d'autodéfense japonaises ont participé à un exercice naval dans l'océan Indien, connu sous le nom de Malabar 2007, avec les forces navales de l'Inde, de l'Australie, de Singapour et des États-Unis. L'année 2007 a également été déclarée « Année d'amitié entre l'Inde et le Japon. »

## Comparaison des pays
|                       | Inde                                                                                                 | Japon                                                             |
| --------------------- | --- | ----------------------------------------------------------------- |
| Population            | 1 190 340 000                                                                                        | 127 380 000                                                       |
| Superficie            | 3 287 240 km²                                                                                        | 377 873 km²                                                       |
| Densité de population | 356/km²                                                                                              | 337,6/km²                                                         |
| Capitale              | New Delhi                                                                                            | Tokyo                                                             |
| Plus grande ville     | Bombay – 13 922 125 (21 347 432 conurbation)                                                         | Tokyo – 12 790 000 (32 450 000 conurbation)                       |
| Gouvernement          | République Fédérale parlementaire                                                                    | Monarchie constitutionnelle Unitaire parlementaire                |
| Langues officielles   | Hindi et Anglais, 21 autres langues nationales reconnues                                             | Japonais (de facto)                                               |
| Religions principales | 80 % Hindouisme, 13,4 % Islam, 2,3 % Christianisme, 1,9 % Sikhisme, 0,8 % Bouddhisme, 0,4 % Jaïnisme | 83,9 % Shinto, 71,4 % Bouddhisme, 2 % Christianisme, 0,6 % Autres |
| Groupes ethniques     | Voir Groupes ethniques d'Inde                                                                        | 98,5 % Japonais, 0,6 % Autre, 0,5 % Coréens, 0,4 % Chinois        |
| PIB (nominal)         | 1 367 milliards $US (1 124 $ per capita)                                                             | 5 100 milliards $US (38 559 $ per capita)                         |
| Dépenses militaires   | 32,7 milliards $US (FY 2009-10)                                                                      | 48,86 milliards $US (FY 2008)                                     |

## Relations historiques

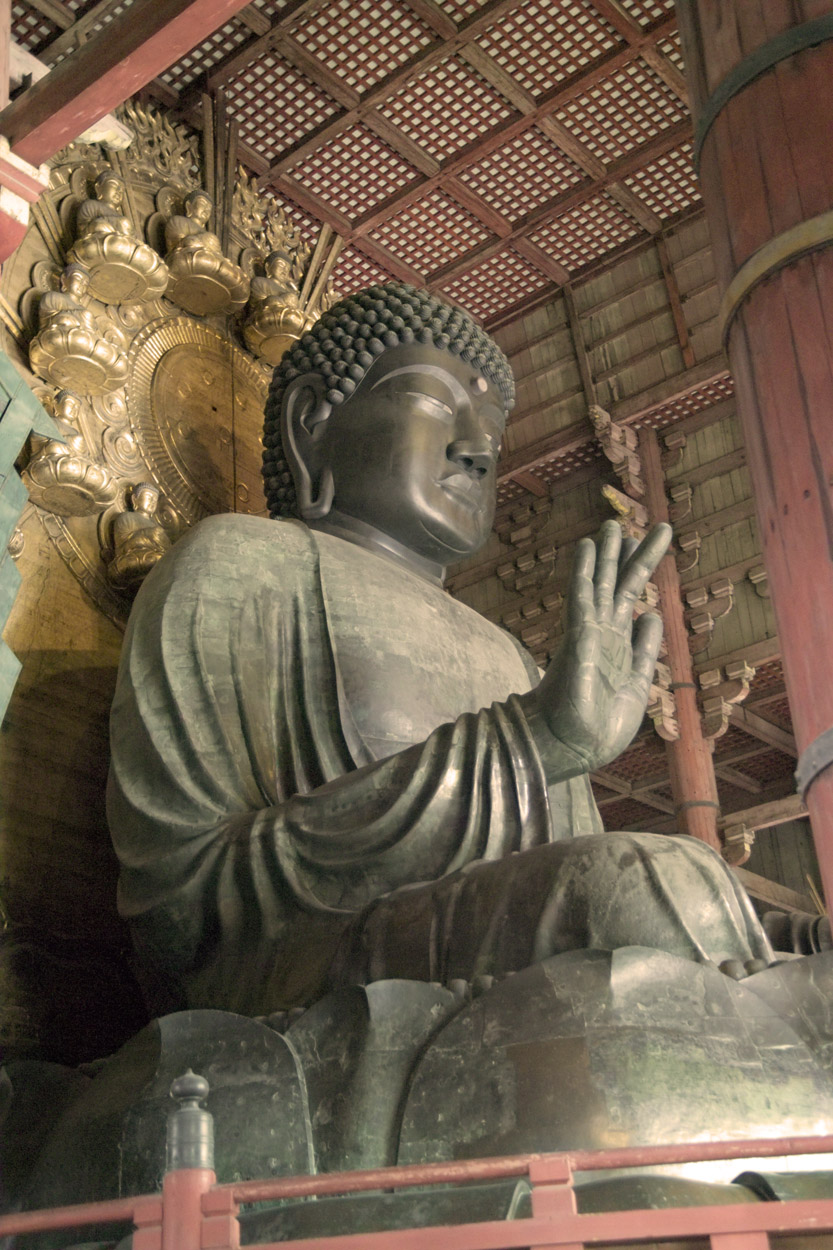
Grand Bouddha (Vairocana) temple Tōdai-ji, Japon

Les échanges culturels entre l'Inde et le Japon ont débuté au début du VIe siècle avec l'introduction du bouddhisme d'Inde au Japon. Le moine indien Bodhisena est arrivé au Japon en 736 pour enseigner le Avataṃsaka sūtra et a présidé la cérémonie d'« ouverture des yeux » du Grand Bouddha du Tōdai-ji, principal centre spirituel du Japon alors. Il restera au Japon jusqu'à sa mort en 760. Il a légué au Japon des pratiques culturelles (danses et musiques) et son enseignement du sanskrit aux moines japonais a pu indirectement influencer l'établissement du syllabaire japonais kana ; plus généralement, il peut être considéré comme le premier émissaire de l'amitié indo-japonaise, d'après Purabi Gangopadhyay. Le bouddhisme et la culture indienne ont eu un grand impact sur la culture japonaise, encore palpable aujourd'hui, et a abouti à un sentiment naturel de concorde entre les deux nations.
En raison du lien du bouddhisme entre l'Inde et le Japon, les moines et les disciples se sont souvent embarqués dans des voyages entre les deux nations. Les moines bouddhistes d'Inde ont visité le Japon au VIIIe siècle. Les documents anciens de la bibliothèque - aujourd'hui détruite - de l'université de Nalanda en Inde décrivent les disciples et les élèves qui sont partis étudier au Japon. Un des voyageurs japonais les plus célèbres au sous-continent indien fut Tenjiku Tokubei (1612-1692), baptisé du nom de Tenjiku (« demeure merveilleuse »), le nom japonais pour l'Inde.
Les échanges culturels entre les deux pays ont créé beaucoup de parallèles dans leur folklore. La culture populaire moderne basée sur ce folklore, tel que des œuvres de Fantasy, des mangas ou des anime, portent parfois des références à des divinités communes (deva), des démons (asura) et à des concepts philosophiques. La déesse indienne Sarasvatī par exemple, est connue sous le nom de Benzaiten au Japon. Brahma, connu sous le nom de « Bonten », et Yama, connu sous le nom de « Enma », font également partie du Panthéon bouddhiste japonais traditionnel. En plus de l'influence bouddhiste commune sur les deux sociétés, le Shintoïsme, étant une religion animiste, est semblable aux rites animistes de l'Hindouisme qui, contrairement aux religions actuelles dans le reste du monde, sont polythéistes. Le sanskrit, une langue classique utilisée dans le Bouddhisme et l'Hindouisme, est encore employé par quelques moines au Japon, et l'alphabet siddham est encore écrit à ce jour, en dépit du fait qu'il soit mort d'utilisation en Inde. On pense également que les portails traditionnels torii érigés à l’entrée des temples au Japon, peuvent être liés aux portails torana utilisés dans les temples indiens.
Au XVIe siècle, le Japon a établi un contact politique avec les colonies portugaises en Inde. Le peuple japonais a au début supposé que les Portugais étaient des Indiens et que le Christianisme était une nouvelle « foi indienne ». Ces suppositions erronées étaient dues à la ville indienne de Goa qui était une base centrale de la Compagnie portugaise des Indes orientales et aussi parce qu'une partie des équipages des bateaux portugais était composée d'Indiens chrétiens. Tout au long du XVIe et du XVIIe siècle, les marins indiens lascar ont fréquemment visité le Japon comme membres d'équipage à bord des bateaux portugais, et plus tard à bord des bateaux britanniques aux XVIIIe et XIXe siècles.
Pendant les persécutions antichrétiennes en 1596, beaucoup de chrétiens japonais se sont sauvés vers la colonie portugaise de Goa en Inde. Au début du XVIIe siècle, il y avait une communauté de commerçants japonais à Goa en plus des esclaves japonais apportés ou capturés par les bateaux portugais au Japon. Les relations entre les deux nations ont continué depuis lors, mais les échanges politiques directs ont commencé seulement à partir de l'ère Meiji (1868-1912), quand le Japon s'est embarqué sur le processus de la modernisation. L'association Japon-Inde a été fondée en 1903. Davantage d'échanges culturels se sont produits dans la deuxième moitié du XXe siècle avec le cinéma asiatique, le cinéma indien et le cinéma japonais connaissant un « âge d'or » pendant les années 1950 et 1960. Les films indiens de Satyajit Ray, Guru Dutt et Rajinikanth étaient influents au Japon, tandis que les films japonais d'Akira Kurosawa, Yasujirō Ozu et Takashi Shimizu ont eu la même influence en Inde.

## Mouvement pour l'indépendance de l'Inde

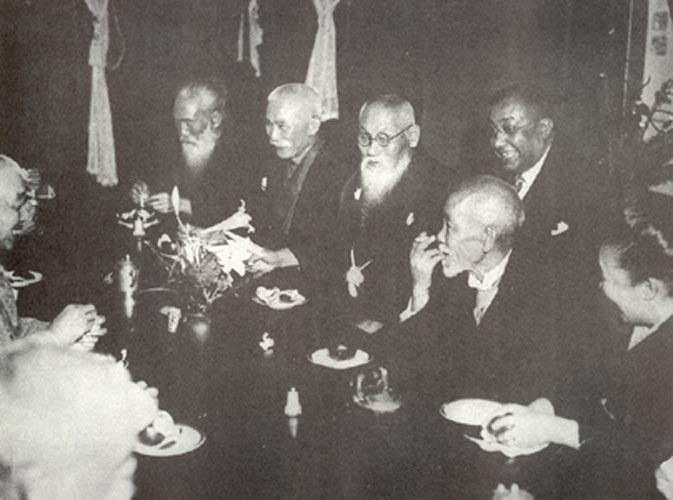
Un diner donné en l'honneur de Rash Behari Bose (le second à partir de la droite) par ses proches amis japonais, Tōyama Mitsuru, un chef du Pan-asianisme (centre, derrière la table), et Tsuyoshi Inukai, futur premier ministre du Japon (à la droite de Tōyama). 1915.

L'émergence du Japon comme puissance au début du XXe siècle fut très observée en Inde et symbolisait ce qui était vu comme le commencement d'une résurgence asiatique. En Inde, il y a eu une grande admiration pour la reconstruction économique et la croissance rapide d'après-guerre du Japon. Les correspondances entre les notables distingués des deux nations ont alors augmenté en conséquence ; les documents historiques montrent une amitié entre le penseur japonais Okakura Kakuzō et l'écrivain indien Rabindranath Tagore, Okakura Kakuzō et le poète bengali Priyamvada Banerjee. En tant qu'élément de l'Empire britannique, beaucoup d'Indiens étaient offensés par la domination britannique. L'alliance anglo-japonaise s'est terminée le 17 août 1923. En conséquence, pendant les deux guerres mondiales, l'armée nationale indienne a adopté le principe « l'ennemi de notre ennemi est notre ami », un héritage qui est aujourd'hui controversé étant donné les crimes de guerre commis par le Japon impérial et ses alliés.
Beaucoup de militants indépendantistes indiens se sont échappés de la domination britannique et sont restés au Japon. Le chef du mouvement, Rash Behari Bose a établi des relations entre l'Inde et le Japon. Le futur premier ministre Tsuyoshi Inukai, le Pan-Asiatique Tōyama Mitsuru et d'autres Japonais ont soutenu le Mouvement pour l'indépendance de l'Inde. Ayappanpillai Madhavan Nair, un étudiant indien, est devenu un militant indépendantiste. Nair a soutenu Subhas Chandra Bose pendant la guerre et Radhabinod Pal après la guerre.
En 1899, l'université impériale de Tokyo mit en place une chaire en sanskrit et pali, en complément d'une autre chaire en religion comparative déjà installée depuis 1903. Dans ce contexte, un certain nombre d'étudiants indiens sont venus au Japon au début du XXe siècle, fondant l'association des jeunes Orientaux en 1900. Leur activité politique anti-Britannique a provoqué une consternation du Gouvernement Indien, après un rapport publié dans le London Spectator.

## Seconde Guerre mondiale

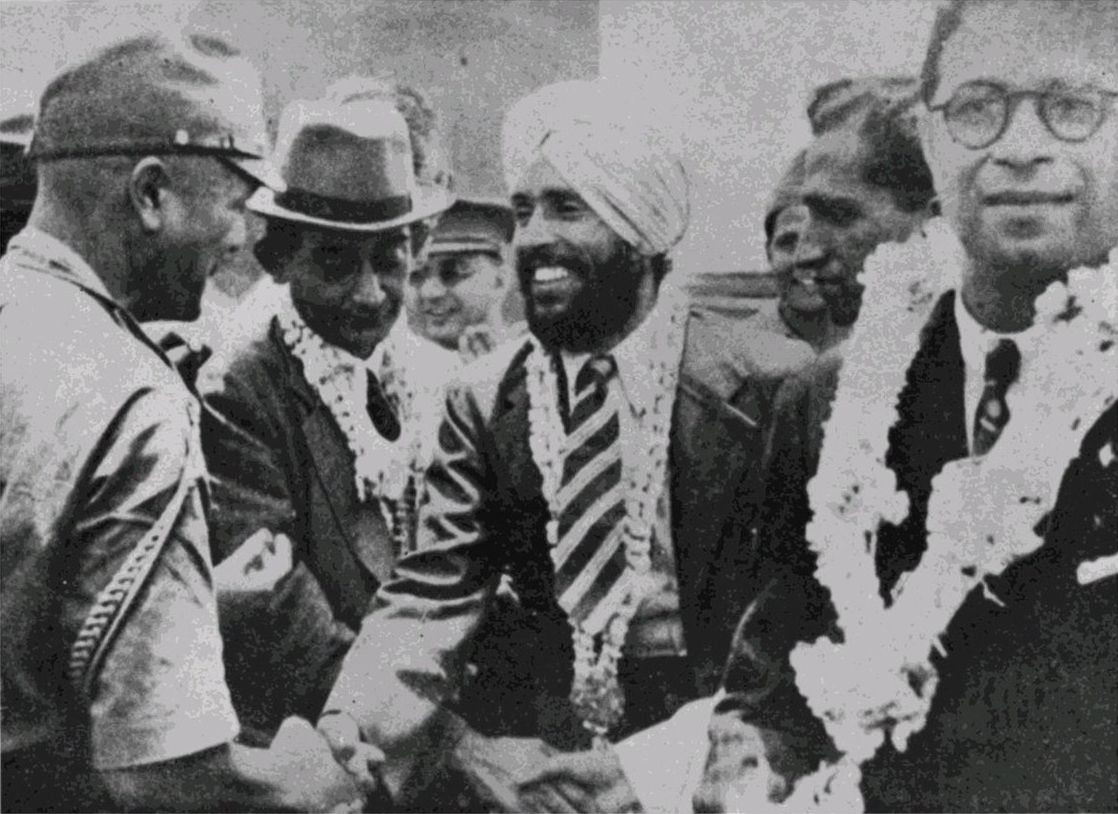
Le Major japonais Iwaichi Fujiwara salue le Capitaine Singh de l'Armée Nationale Indienne, avril 1942

L'Inde et le Japon ont été étroitement liés pendant le Mouvement de l'indépendance de l'Inde. L'alliance née des entretiens entre le Lieutenant-Général japonais Renya Mutaguchi, le ministre japonais de la guerre Hideki Tojo, et Subash Chandra Bose, qui a dirigé le Gouvernement provisoire de l'Inde libre, un mouvement militant qui était destiné à libérer l'Inde de la domination britannique, avec l'aide de son armée, l'Azad Fauj, l'Armée nationale indienne (ANI). L'ANI était composée principalement d'anciens prisonniers de guerre de l'Armée des Indes britanniques qui avaient été capturés par les Japonais après la chute de Singapour et d'expatriés indiens en Asie du Sud-Est, qui avaient décidé d'adhérer à l'effort de guerre japonais. Bose était désireux que l'ANI participe à une invasion de l'Inde, et a persuadé plusieurs Japonais, tel que Mutaguchi, qu'une victoire mènerait à l'effondrement de la domination britannique en Inde. L'idée que leur frontière ouest serait commandée par un gouvernement amical était attrayante. Il aurait également été cohérent avec l'idée, très répandu par la propagande japonaise, que l'expansion japonaise en Asie faisait partie d'un effort pour soutenir les gouvernements asiatiques contre le colonialisme occidental.
Le gouvernement japonais a intensivement soutenu l'Armée nationale indienne et la ligue pour l'indépendance de l'Inde pendant le combat de l'Inde pour son indépendance. L'Inde et le Japon ont conclu des contrats de prêt pour ce combat. L'idée que les Japonais cherchaient à envahir l'Inde est incertaine ; en tout état de cause, c'était l'idée d'avoir un gouvernement plus amical (c.-à-d. indien, plutôt que britannique) à leur frontière ouest qui intéressait surtout le gouvernement japonais. Les forces japonaises ont combattu aux côtés de l'Armée Nationale Indienne dans beaucoup de batailles, notamment lors de l'Opération U-Go à Manipur. L'offensive a mené aux batailles d'Imphal et de Kohima où les Japonais et leurs alliés ont été refoulés pour la première fois. L'Inde et le Japon ont participé à la conférence de la grande Asie orientale avec d'autres pays asiatiques en 1943, ils ont travaillé pour abolir la discrimination raciale. Cependant, en raison du racisme japonais contre les Chinois et les Coréens, il est incertain que les Japonais aient vraiment voulu ceci. Les îles Andaman et les îles Nicobar qui étaient sous la domination britannique, ont été rendues à l'Inde par le Japon. En 1944, Subash Chandra Bose a envoyé des jeunes cadets indiens à l'académie militaire du Japon impérial et à l'académie militaire de l'armée de l'air du Japon impérial pour en faire de futurs pilotes.

## Relations modernes
Au Tribunal militaire international pour l'Extrême-Orient, l'un des témoignages dissidents en faveur du Japon a été fait par l'indien Radhabinod Pal. On se rappelle encore au Japon de ce témoignage de principe de Radhabinod Pal. Celui-ci est devenu un symbole de l'amitié entre l'Inde et du Japon.
Une histoire souvent citée relate également comment, en 1949, l'Inde a envoyé deux éléphants au zoo de Tokyo pour soutenir le moral de l'Empire vaincu.
Beaucoup au Japon se rappellent également le refus de l'Inde d'assister à la conférence de paix de San Francisco en 1951 parce que l'Inde était concernée pour la limitation de la souveraineté japonaise et l'indépendance nationale. Après la restauration de la souveraineté japonaise, le Japon et l'Inde ont signé un traité de paix séparé et ont établi des relations diplomatiques le 28 avril 1952, dans lesquelles l'Inde renonçait à toutes les demandes de réparation contre le Japon. Ce traité est l'un des premiers signés par le Japon après la Seconde Guerre mondiale. Les relations diplomatiques, commerciales, économiques, et techniques entre l'Inde et le Japon étaient bien établies. Le minerai de fer de l'Inde a aidé au rétablissement du Japon après la dévastation de la Seconde Guerre mondiale, et après la visite du Premier ministre du Japon Nobusuke Kishi en Inde en 1957, le Japon a commencé à fournir des prêts en Yens à l'Inde en 1958, comme les premières aides au développement du gouvernement japonais. Les relations entre les deux nations se sont cependant détériorées avec la guerre froide. Le Japon, en raison de la reconstruction de la Seconde Guerre mondiale, était un allié des États-Unis, alors que l'Inde était un pays non-aligné. Depuis les années 1980, cependant, des efforts ont été faits pour renforcer les rapports bilatéraux. La politique "Regards à l'Est" de l'Inde a posé le Japon en partenaire clé. En 1986, le Japon est devenu le plus important donateur d'aide de l'Inde, et l'est resté depuis.
Les relations entre les deux nations ont touché le fond en 1998 à cause du programme nucléaire de l'Inde. Après les essais nucléaires indiens en 1998, le Japon a suspendu tous ses échanges politiques avec l'Inde.

### Économiques
En août 2000, le Premier ministre japonais Mori a visité l'Inde. Lors de cette visite, le Japon et l'Inde ont accepté d'établir le « partenariat mondial Inde-Japon du 21e siècle ». Le premier ministre indien Vajpayee a visité le Japon en décembre 2001, où les deux premiers ministres ont publié la « Déclaration conjointe Japon-Inde », comprenant un dialogue politique, une coopération économique, et une coopération militaire et anti-terroriste. En avril 2005, le Premier ministre japonais Koizumi a visité l'Inde et a signé la déclaration conjointe « Partenariat Inde-Japon dans la nouvelle ère asiatique : Orientation stratégique du partenariat mondial Inde-Japon » avec le premier ministre indien Manmohan Singh.
Le Japon est actuellement la troisième source d'investissement direct étranger de l'Inde ; Les compagnies japonaises ont réalisé des investissements cumulatifs d'environ 2,6 milliards $US en Inde depuis 1991. Le rapport annuel 2007 mené par la banque du Japon pour la coopération internationale a classé l'Inde comme la destination des investissements la plus prometteuse pour les compagnies japonaises au long terme. Ces dernières années, le Japon a aidé l'Inde dans des projets de développement d'infrastructure tels que le projet du métro de Delhi. Les deux côtés discutent également sur le projet du corridor industriel Delhi-Bombay, le projet du corridor de fret Delhi-Bombay et sur l'autoroute Delhi-Howrah.
En octobre 2008, le Japon a signé un accord avec l'Inde par lequel il fournirait à ce dernier un prêt à faible taux d'intérêt d'une valeur de 4,5 milliards $US pour construire un projet ferroviaire entre Delhi et Bombay. C'est le plus grand projet étranger financé par le Japon et il reflète l'association économique croissante entre les deux pays. L'Inde est également l'un des seuls trois pays dans le monde avec qui le Japon a un pacte de sécurité, les deux autres étant l'Australie et les États-Unis. En mars 2006, le Japon était le troisième plus grand investisseur en Inde avec un investissement total prévu de 2,12 milliards $US.
Kenichi Yoshida, un des directeurs de Softbridge Solutions Japan, a indiqué fin 2009 que les ingénieurs indiens devenaient l'épine dorsale de l'industrie japonaise des NTIC et qu'« il est important que l'industrie japonaise collabore avec l'Inde. » En novembre 2009, le producteur d'acier japonais JFE Holdings a accepté un partenariat avec JSW Steel, le troisième plus grand producteur d'acier de l'Inde, pour construire une usine sidérurgique commune au Bengale occidental.
Pendant la visite du premier ministre indien Manmohan Singh au Japon en 2010, les deux pays étaient d'accord pour un accroissement des échanges d'affaires, des contacts personne à personne et ont signé un protocole d'accord pour simplifier les procédures de visa pour les citoyens de chacun. Aux termes du protocole, tout Japonais qui viendrait en Inde pour affaires ou pour le travail aura immédiatement un visa de trois ans et des procédures semblables seront suivies par le Japon. D'autres points importants de cette visite incluent la suppression des droits de douane pour 94 % du commerce entre les deux nations au cours de la prochaine décennie. Selon l'accord, des taxes seront enlevées sur presque 90 % des exportations du Japon vers l'Inde et 97 % des exportations de l'Inde vers le Japon.
Le commerce entre les deux nations s'est également solidement développé :
| Année                       | 2001 | 2002 | 2003 | 2004 | 2005 | 2006 | 2007 |
| --------------------------- | ---- | ---- | ---- | ---- | ---- | ---- | ---- |
| Commerce de l'Inde au Japon | 2,2  | 2,1  | 2,2  | 2,6  | 3,2  | 4,1  | 4,1  |
| Commerce du Japon à l'Inde  | 1,9  | 1,9  | 2,4  | 3,0  | 3,5  | 4,5  | 6,1  |

(milliards de dollars US)
Le 26 octobre 2010, le Japon et l'Inde ont conclu des négociations pour un accord économique complet.

### Militaires

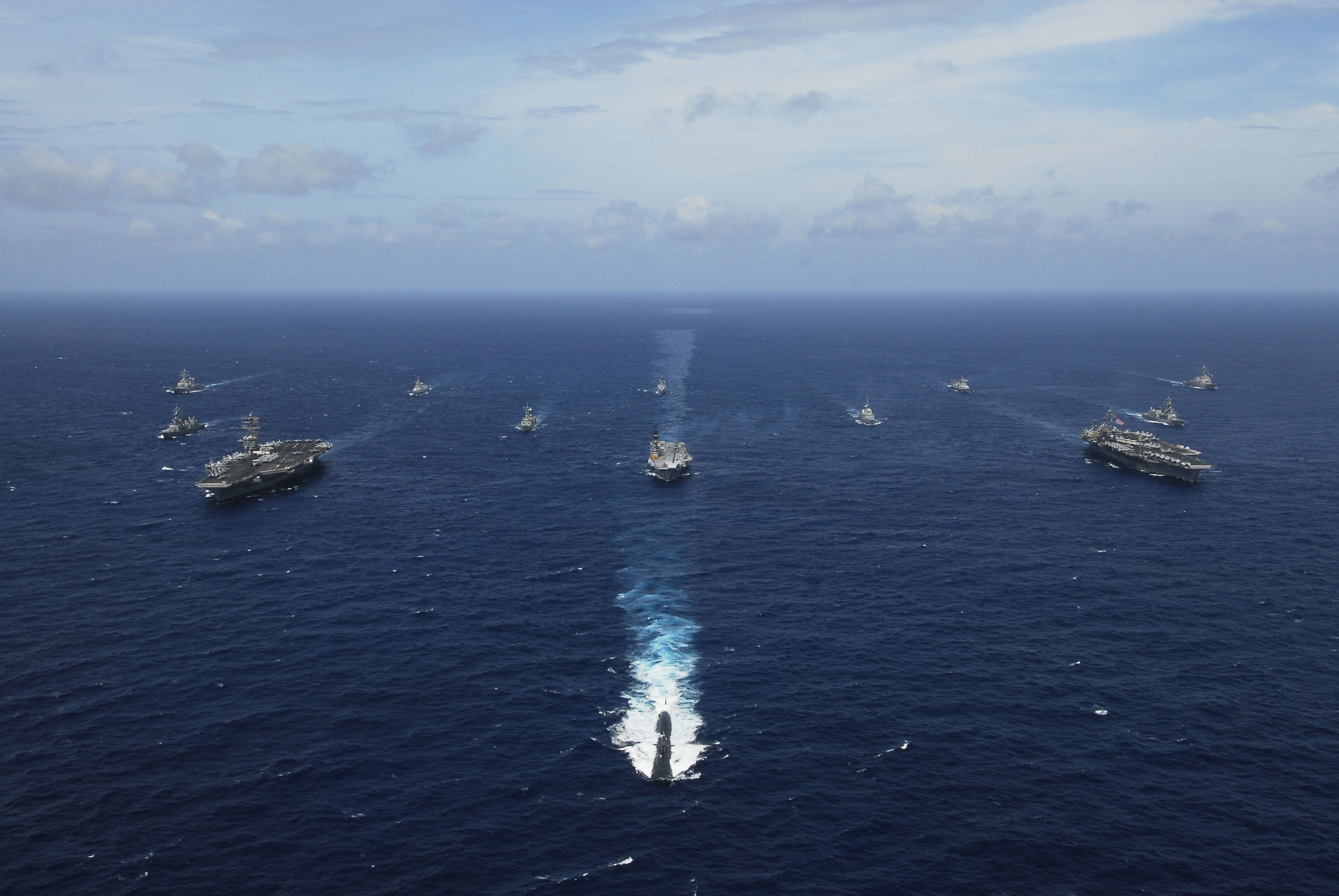
Deux navires de guerre japonais ont pris part au Malabar 2007 au large des côtes occidentales de l'Inde, l'un des nombreux exercices multilatéraux auquel le Japon a participé pour symboliser l'étroite coopération militaire entre l'Inde et le Japon.

L'Inde et le Japon ont également des rapports militaires relativement étroits. La menace croissante que fait peser le développement militaire chinois sur l’Inde et le Japon, les intérêts communs dans le maintien de la sécurité des voies maritimes dans la région Asie-Pacifique et dans l'océan Indien  – les deux pays dépendent à 97 % et 100 % du commerce maritime -, et en coopération pour la lutte contre la criminalité internationale, le terrorisme, la piraterie et la prolifération des armes de destruction massive due en particulier à la Corée du Nord (essais nucléaires, tirs de missiles balistiques, transferts de technologies sensibles au Pakistan) ont entraîné une convergence des points de vue et des intérêts stratégiques des deux pays.
Les deux nations ont fréquemment tenu des exercices militaires communs et coopèrent dans le domaine de la technologie. L'Inde et le Japon ont signé une déclaration sur la coopération en matière de sécurité le 22 octobre 2008. C’est seulement le 3e pays après les États-Unis et l’Australie avec lequel Tokyo développe une telle relation.
Des manœuvres militaires aériennes communes sont ainsi organisées du 16 au 26 janvier 2023, avec douze chasseurs (huit Japonais et quatre Indiens), deux avions de transport indiens qui ont servi à transporter approximativement 150 militaires, et un ravitailleur en vol.

### Culturelles
Le Japon et l'Inde possèdent des liens culturels forts. Les deux nations ont annoncé que 2007 serait l'année de l'amitié entre l'Inde et le Japon, et ont organisé des événements culturels. Osamu Tezuka, le « dieu du manga », a réalisé le manga biographique Bouddha de 1972 à 1983. Récemment, le Japon a également soutenu la reconstruction de l'université de Nalanda, un centre d'études bouddhistes antique, a accepté de fournir une aide financière, et a récemment approché le Gouvernement Indien avec une proposition.